# Parco nazionale Blackbuck

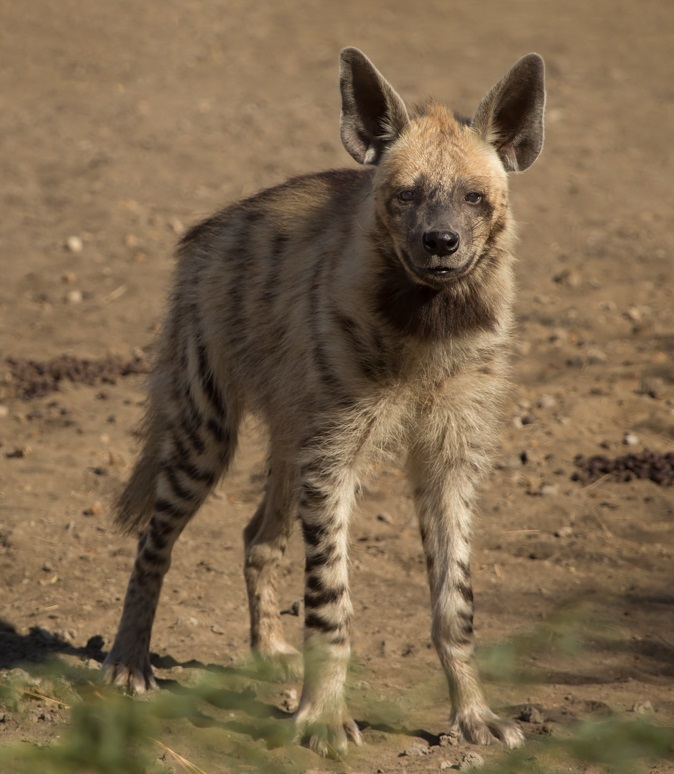
Una iena striata.

Il parco nazionale Blackbuck o di Velavadar, che deve il nome all'antilope cervicapra (Blackbuck in inglese), è un parco nazionale istituito principalmente per garantire protezione a questa specie. Si trova nello stato indiano del Gujarat e copre un'area di circa 34 chilometri quadrati. Il paesaggio è caratterizzato da praterie aperte e pianeggianti.
Il parco nazionale ospita anche il raro lupo indiano, che si nutre principalmente di antilopi cervicapra. Vi sono circa 140-160 antilopi per ogni lupo, ognuno dei quali cattura in media circa 30-40 antilopi ogni anno. Nel parco vivono circa 1700 antilopi, che danno sostentamento a una popolazione di circa 10 lupi. Nella zona vivono anche il nilgau, il gatto della giungla, lo sciacallo dorato e il cinghiale. Anche la rara otarda minore indiana ha trovato rifugio qui.

## Galleria d'immagini

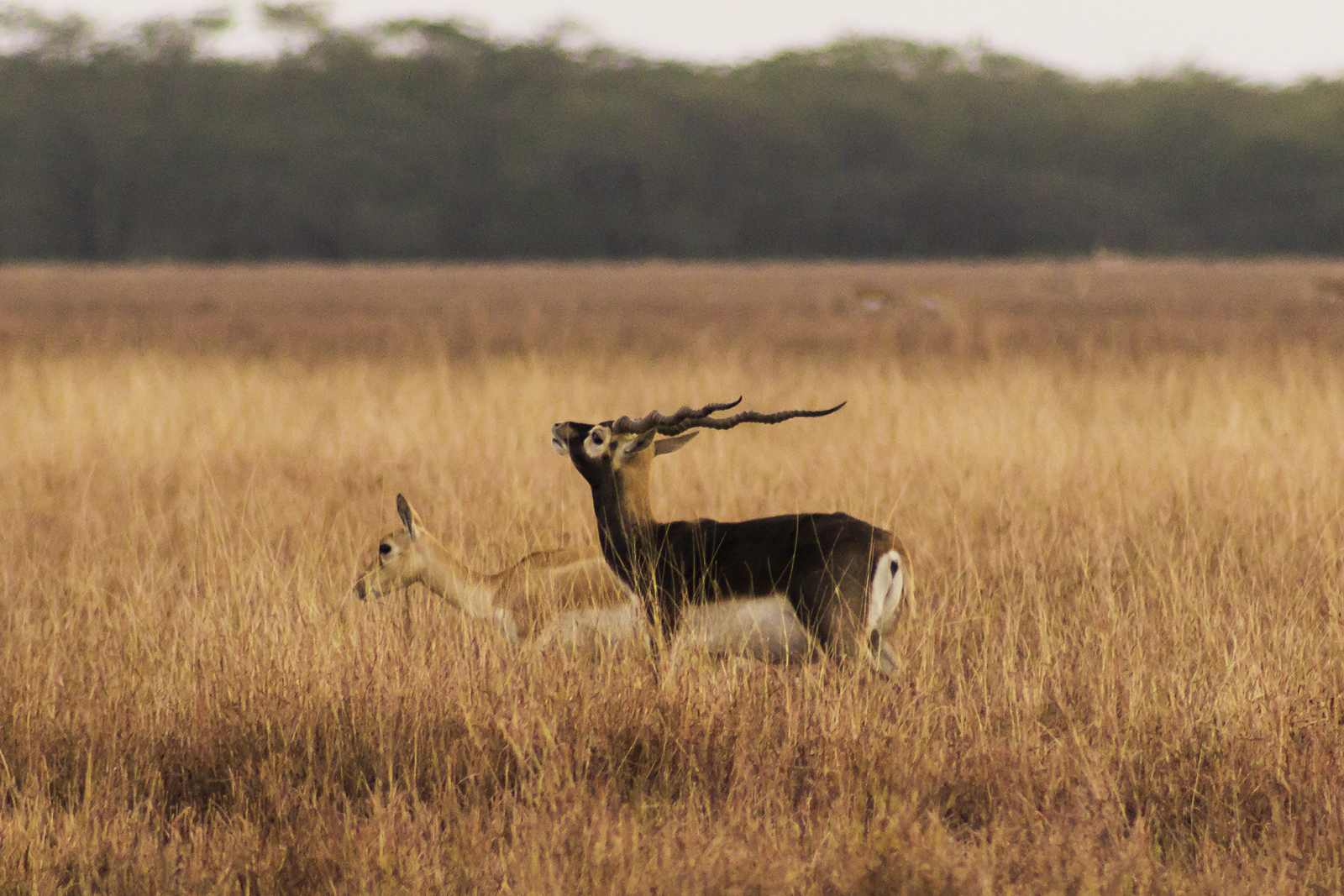
L'antilope cervicapra (Blackbuck in inglese), il simbolo del parco
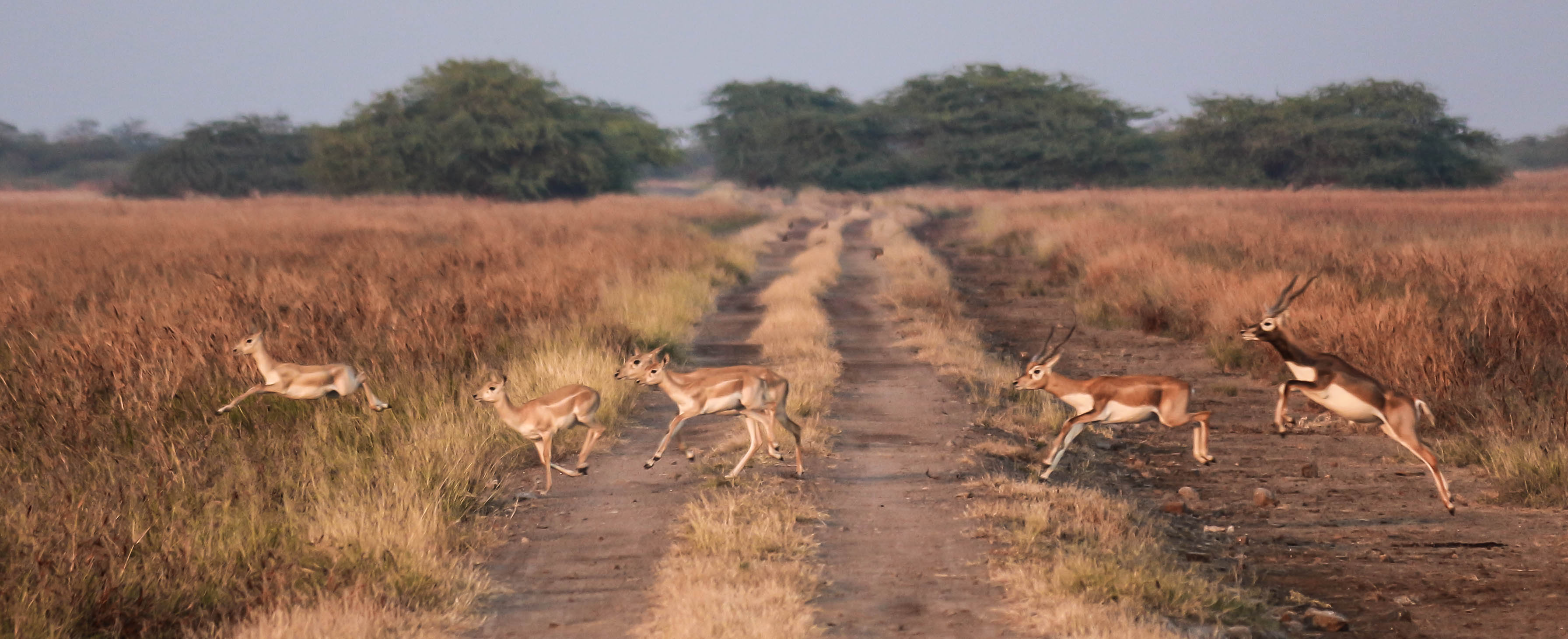
Antilopi cervicapra che attraversano una strada sterrata all'interno del parco
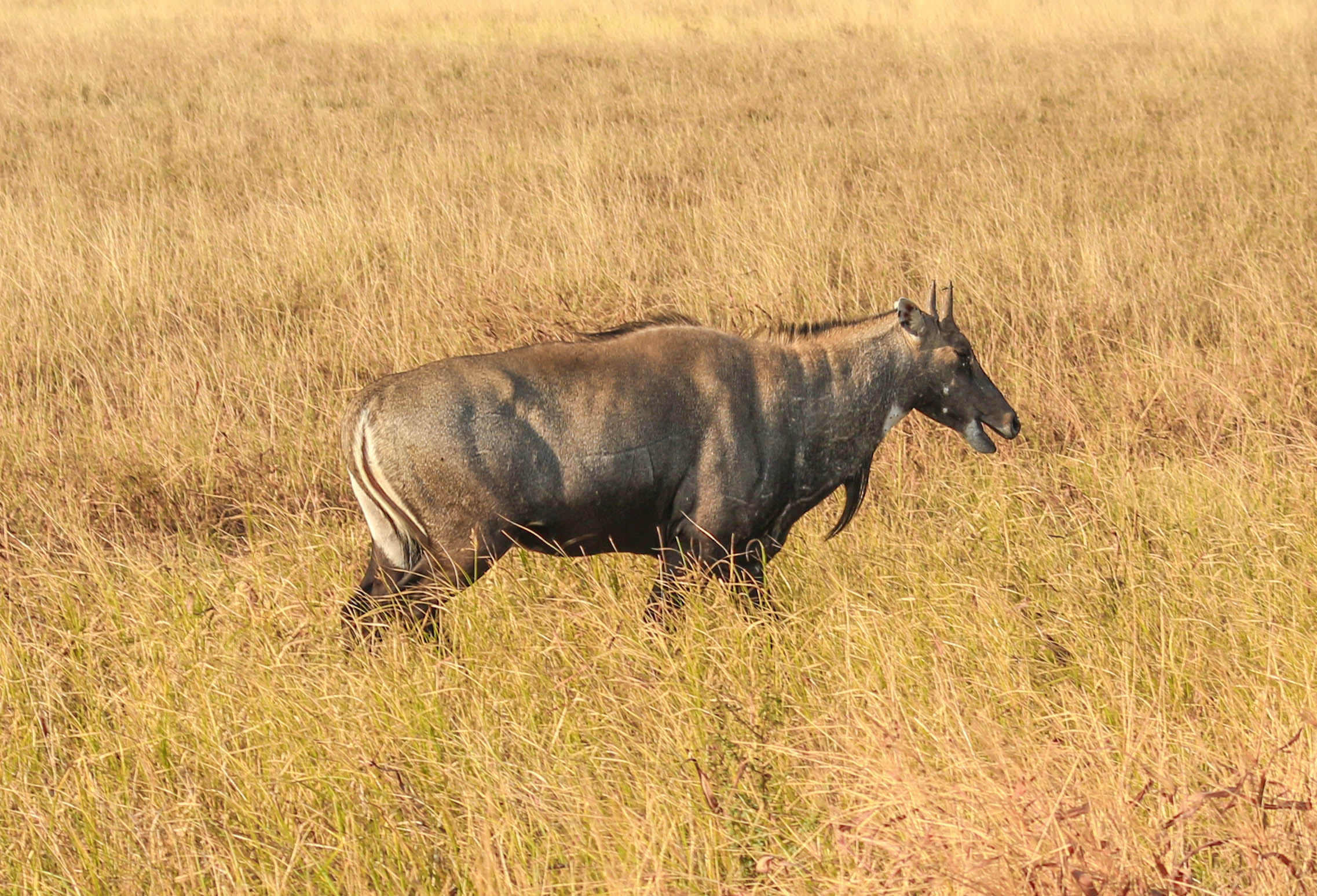
Maschio di nilgau
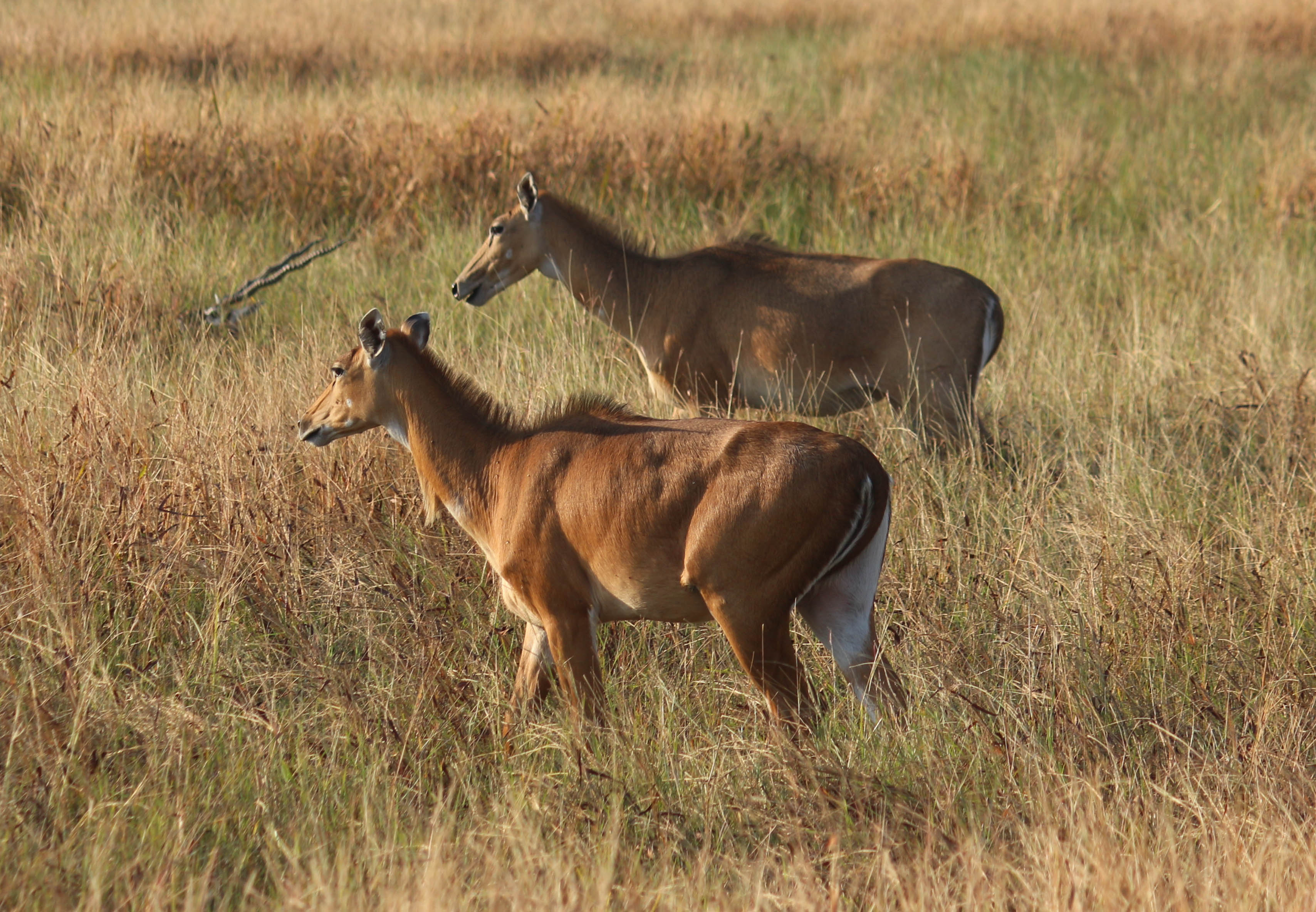
Femmine di nilgau
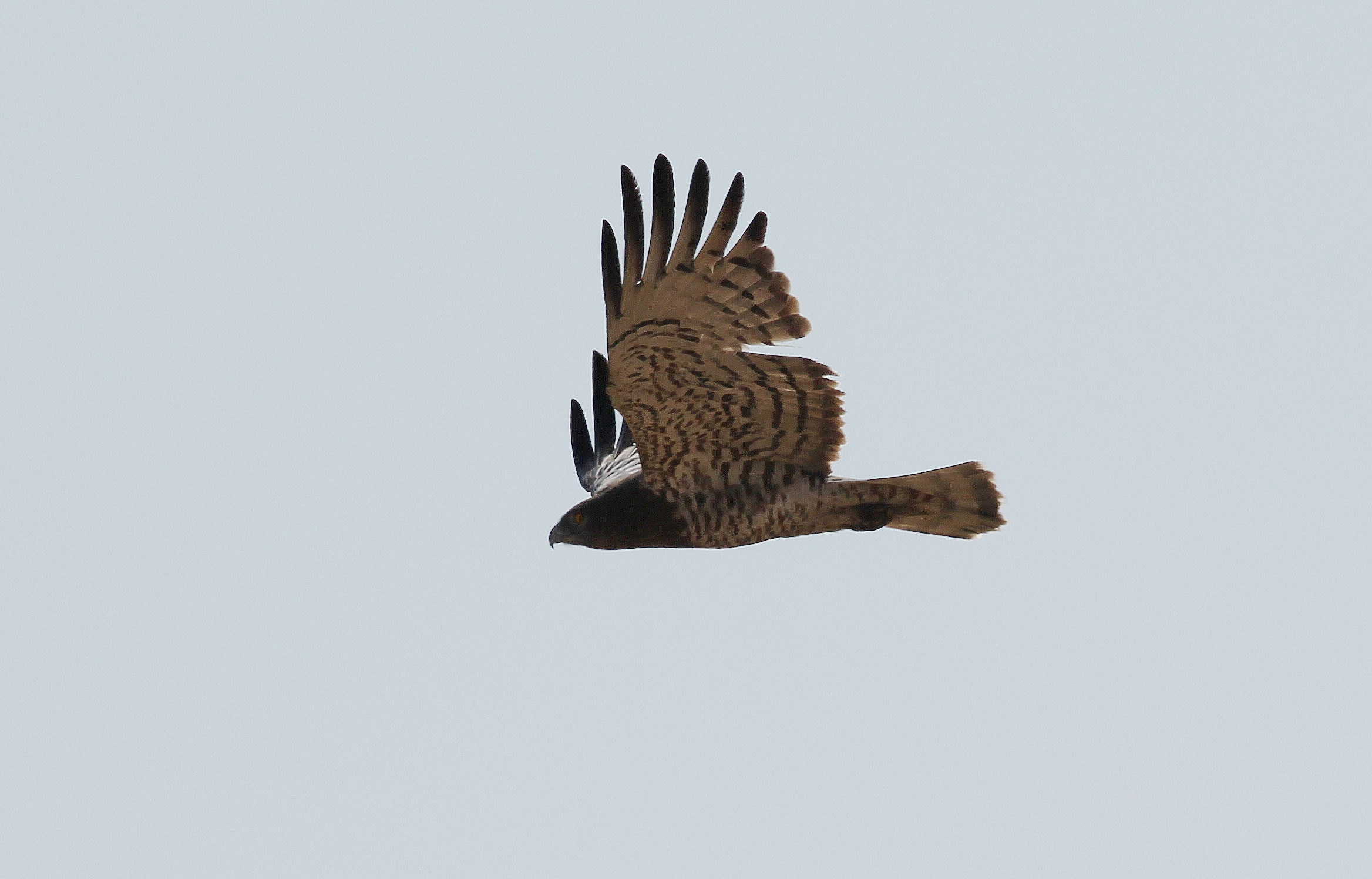
Un biancone in volo